# Míchel
José Miguel González Martín del Campo, mer känd som Míchel, född 23 mars 1963 i Madrid, är en spansk fotbollstränare och före detta fotbollsspelare. Han var en målfarlig mittfältare och representerade Spanien vid VM 1986 och 1990, samt vid EM 1988. Under femton säsonger med Real Madrid spelade han över 400 matcher. 

## Meriter

### Spelare
- Mästare i UEFA-Cupen: 2

1984/1985 och 1985/1986 med Real Madrid.
- La Ligamästare: 6

1985/1986, 1986/1987, 1987/1988, 1988/1989, 1989/1990 och 1994/1995 med Real Madrid
- Mästare i Copa del Rey: 2

1988/1989 och 1992/1993 med Real Madrid.

### Tränare
- Mästare i Grekiska Superligan: 1

2012/2013 med Olympiakos.
- Mästare i Grekiska cupen: 1

2012/2013 med Olympiakos.